# Roman Kosecki
Roman Jacek „Kosa“ Kosecki (* 15. února 1966, Piaseczno, Polsko) je bývalý polský fotbalový záložník a reprezentant. Za rok 1994 získal v Polsku ocenění fotbalista roku.
Jeho synem je polský fotbalista a reprezentant Jakub Kosecki.

## Klubová kariéra
Na klubové úrovni hrál v Polsku v mužstvech Gwardia Warszawa, Legia Warszawa, poté odešel v roce 1990 do zahraničí. Zkusil si angažmá v Galatasaray SK (Turecko), CA Osasuna, Atlético Madrid (oba Španělsko), FC Nantes, Montpellier HSC (oba Francie). V sezóně 1997/98 se vrátil do Legie Warszawa, poté hrál v klubu Chicago Fire (USA), kde ukončil v roce 1999 kariéru.

## Reprezentační kariéra
V polském národním A-mužstvu debutoval 6. 2. 1988 v Haifě na turnaji v Izraeli proti týmu Rumunska (remíza 2:2). Celkem odehrál v letech 1988–1995 za polský národní tým 69 zápasů a vstřelil 19 gólů.